# Шрихарикота
Шрихарикота или Шрихарикоте е бариерен остров близо до брега на Андра Прадеш в Индия на около 80 km на север от Ченай.
На него е разположен единственият индийски космически център, използван от ИСРО за изстрелване на многостепени ракети като PSLV и GSLV.